# Drome (LAN-party)
Drome was een LAN-party die van 1996 tot en met 2014 plaatsvond in Nederland. De evenementen werden georganiseerd door de Stichting Langaming Drome Nederland in de Expo Hallen in Hengelo.
Op 21 juni 2006 kondigde de organisatie van Drome aan dat "Fear of the Dark" de laatste grootschalige editie zou worden. Door het afnemend aantal deelnemers, de veranderde sfeer en de steeds hogere eisen die deelnemers stelden, werd het voor de stichting steeds moeilijker om evenementen te kunnen organiseren.
Op 2 december 2008 werd echter aangekondigd dat er na twee jaar afwezigheid weer een nieuwe editie van Drome zou plaatsvinden. Ditmaal vond het evenement plaats op Ameland en wel in februari 2009. Het bood onderdak aan 200 gamers. Na een aantal kleinschalige evenementen te hebben georganiseerd, besloot de stichting in 2014 om definitief te stoppen met LAN-parties.

## Door Drome georganiseerde evenementen
- Drome 17: Almost Legal (15-17 maart 2013), 200 deelnemers
- Drome 16: Sweet 16 (13-15 april 2012), 200 deelnemers
- Drome 15: "F" (Working title) (8-10 april 2011), 200 deelnemers
- Drome 14: The Rehab (9-11 april 2010), 200 deelnemers
- Drome 13.5: Gameland (20-22 februari 2009), 200 deelnemers
- Drome 13: Fear of the Dark (7-9 juli 2006), 1792 deelnemers
- Drome 12: Rocket Science (8-10 juli 2005), 2152 deelnemers
- Drome 11.1: Midnight Madness 3 (5-7 november 2004), 40 deelnemers
- Drome 11: Shifting Gears (2-4 juli 2004), 2152 deelnemers
- Drome 10: Digital Funk (4-6 juli 2003), 2004 deelnemers
- Drome 9.1: Midnight Madness 2 (11-13 oktober 2002), 60 deelnemers
- Drome 9: Infinite Interfacing (1-3 februari 2002), 1440 deelnemers
- Drome 8.5: Light Omen (6-8 juli 2001), 300 deelnemers
- Drome 8: The Promised Lan (14-16 juli 2000), 650 deelnemers
- Drome 7.2: Midnight Madness (26-28 november 1999), 60 deelnemers
- Drome 7.1: Tha BBQ (16-18 juli 1999), 35 deelnemers
- Drome 7: No Escape (18-20 juni 1999), 300 deelnemers
- Drome 6: Batteries not included (23-25 oktober 1998), 150 deelnemers
- Drome 5.1: Remember the time.. (3-5 juli 1998), 40 deelnemers
- Drome 5: 48 hrs Freefall (27 februari-1 maart 1998), 150 deelnemers
- Drome 4: Desire (20-22 juni 1997), 100 deelnemers
- Drome 3: Where even Scotty can't help you (1-3 november 1996), 60 deelnemers
- Drome 2: The Addiction (15-19 mei 1996), 30 deelnemers
- Drome 1: The RiOT house (2-4 februari 1996), 15 deelnemers